# Belligere, Bhadravati
Belligere là một làng thuộc tehsil Bhadravati, huyện Shimoga, bang Karnataka, Ấn Độ.